# Sciurus pyrrhinus
Sciurus pyrrhinus är en däggdjursart som beskrevs av Thomas 1898. Sciurus pyrrhinus ingår i släktet trädekorrar, och familjen ekorrar. IUCN kategoriserar arten globalt som otillräckligt studerad. Inga underarter finns listade i Catalogue of Life.
Arten tillhör undersläktet Hadrosciurus som ibland godkänns som självständigt släkte.
Denna ekorre förekommer i centrala Peru vid Andernas östra sluttningar. Det är nästan inget känt om levnadssättet.
Arten är ganska stor med en kroppslängd (huvud och bål) av 22 till 29 cm och en svanslängd av 25 till 30,5 cm. Den har 6 till 7 cm långa bakfötter och 3,1 till 3,5 cm stora öron. Håren på ovansidan och på extremiteternas utsida har en enhetlig rödbrun till rödaktig färg. Undersidan är täckt av ljusare röd till vitaktig päls. Ibland sträcker sig den ljusa färgen ganska långt upp på kroppens sidor. Nästan alla populationer har en ljusgul till orange fläck bakom öronen.